# Střelské Hoštice
Střelské Hoštice è un comune della Repubblica Ceca facente parte del distretto di Strakonice, in Boemia Meridionale.